# لويغي فالكوني
لويغي فالكوني (بالإيطالية: Luigi Falcone)‏ هو لاعب كرة قدم إيطالي في مركز الهجوم، ولد في 26 مايو 1992 في ميسانيي في إيطاليا. شارك مع منتخب إيطاليا تحت 17 سنة لكرة القدم ومنتخب إيطاليا تحت 18 سنة لكرة القدم ومنتخب إيطاليا تحت 20 سنة لكرة القدم. أما مع النوادي، فقد لعب مع نادي فاريسي ونادي كاتانيا ونادي ليتشي.

## وصلات خارجية
- لويغي فالكوني على موقع قاعدة بيانات كرة القدم.إي يو (الإنجليزية)
- لويغي فالكوني على موقع Soccerway.com (الإنجليزية)
- لويغي فالكوني على موقع عالم كرة القدم.نت (الإنجليزية)